# 永恒主义
永恒主义者相信应该教那些被认为对任何地方任何人都具有永恒重要性的内容。他们相信最重要的主题是人的发展。由于事实的细节经常变化，所以并不是最重要的。因此，一个人应该学习原理，而不是事实。因为人是人，一个人应该首先学习关于人，而不是机器或技术。因为人首先是一个人，然后才是一个工人，一个人应该首先学习自由主义主题，而不是职业性的主题。
现代永恒主义者的特殊策略是教给学生科学推理，而不是事实。他们可能会用最原始著名的实验来阐明这些推理。这使科学对学生具有了人文意义，并在活动中展示这些推理。最重要的是，展示真正科学的不确定性和错误的步骤。
尽管看起来与要素主义有相似之处，但永恒主义首先是关注个人的发展，而要素主义首先关注的是要素的技能。要素主义课程更多地倾向于职业性，以事实为基础，而较少自由主义，以原理为基础。两种哲学通常都被認為是以教师为中心，相對於以学生为中心的教育哲学如教育进步主义。 
永恒主义有2个主要分支：世俗永恒主义和宗教永恒主义，它们的目标和方法也有所不同。

## 世俗永恒主义
世俗永恒主义中“永恒”这个词汇指持续无限长的时间，一再发生，或自我更新。其主要提倡者罗伯·哈欽斯（Robert Hutchins）和艾德勒（Mortimer Adler）认为，一种基于全人类共通的本性的普遍课程是可取的。这种永恒主义的形式既包括人文主义传统，也包括科学传统。
这一运动的其他著名人物包括斯特林巴尔（Stringfellow Barr）和斯科特布坎南（Scott Buchanan），在马里兰州安纳波利斯的圣约翰学院共同发起伟大名著计划，在美国的追随者包括马克范多伦（Mark Van Doren），亚历山大米克尔约翰（Alexander Meiklejohn），和理查德利文斯通爵士（Sir Richard Livingstone）。
世俗永恒主义者信奉教育应该关注人类知识与艺术的共同西方基础的历史发展，具有里程碑意义的思想家们关于人类中心问题的经典思想具有永恒的价值，而关键性的革命性的思想改变了西方或整个世界的看法。他们倡导非常普遍，而非专业化的学习课程。他们忠实地相信，全体公民接触这些最符合西方传统的思想的发展，对于自由，人权和责任和真正的民主是不可或缺的。 
艾德勒说：“...我们的政治民主取决于我们学校的重建。我们的学校不是让年轻人为高级职务做准备，而是一个民主共和国公民的责任。我们的政治体制不能蓬勃发展，甚至不能存在下去，如果我们不产生大量有思想的公民，从他们中间最终可能出现18世纪的那一类型的政治家。我们的国家已经深处危险之中，只有彻底改革我们的学校才能拯救我们免于即将发生的灾难... 无论付出什么代价... 如果我们不这样做，我们所要付的代价将会更大。”
哈欽斯写道：“这种反对来自于这一指控：人民不能行使他们要求的权力。历史已经证实：你不能期望奴隶显示自由人的的优点，除非你首先让他自由。当奴隶获释，随着时间的推移，将不再能分辨谁是一直自由的... 人类似乎有一种天然的倾向，低估那些不属于“我们的”群体者的能力。那些我们背景不同者，不具备我们的能力。外国人，经济地位不同者，和年轻人，似乎总是被视为智力落后...” 
与要素主义者一样，永恒主义者在课程要求上是保守的，关注基础学科领域，但强调，整体目标应是接触历史最好的思想家，作为发现的模型。学生应该将英语、语言、历史、数学、自然科学、哲学和美术作为基础科目学习。 Adler states: "3R's, which always signified the formal disciplines, are the essence of liberal or general 教育."
世俗永恒主义者同意教育进步主义的观点：记忆大量的事实信息，关注书本中的间接知识（第二手信息），不能发展理性思维。他们主张通过发展有意义的概念思维和判断来学习，手段是导向的阅读书目，有意义的西方正典（Western canon）的伟大名著。这些书由世界最好的思想家写作，累积了关于人类核心问题的伟大会话，这些是天才的产品。他们可以被看作天才，但他们是我们，他们是我们的共同基础。哈欽斯告诉我们： 
“伟大的名著是伟大的教师；它们每天向我们展示普通人有能力做什么。这些书赶走无知，探究人性。它们通常学习成功的第一次announcements 。其中大多数是写给普通人的。”
重要的是要指出，伟大会话不是静态的，这一印象可能来自宗教永恒主义对永恒主义的一些描述，或甚至永恒主义术语本身。作为人类思想变化或进步的代表，伟大会话和相关的伟大名著也在变化，因此是思想演变的一个代表，但它并不是心血来潮或最新的文化潮流幻想。哈欽斯将这一点说得非常清楚:
“在历史的进程中...新写的书籍已经赢得了自己的位置。
不提现有宗教的创办者以及最初的传播者是否是人，但其传播的对象是人。人不是自时间的起点开始就存在的，故现有的宗教都不是永恒的。

## 实践这种哲学的大学例证
- 芝加哥大学的共同核心（Common Core），由艾德勒和哈欽斯建立，也许是永恒主义教育最著名的例证。这是永恒主义教育学在研究型大学中一个罕见的例证。